# Кабанья (приток Селенги)
Каба́нья — река в Кабанском районе Бурятии. Левый приток реки Селенги.
Длина — 46 км, площадь водосбора — 369 км².

## География
Берёт начало на водоразделе Хамар-Дабана в 7 км юго-восточнее горы Кабаньей (1481 м). Течёт в таёжной местности с юга на север в узкой межгорной долине. Нижняя треть течения (около 15 км) приходится на низменность в пределах Кударинской степи. Здесь река протекает у села Елань, далее пересекает Транссибирскую магистраль и федеральную автодорогу Р258 «Байкал». Севернее села Нюки, в 2 км юго-восточнее села Кабанска, река впадает в Селенгу.

## Расход воды
| Средний расход воды (м³/с) реки Кабаньей по месяцам и за год с 1962 по 1987 гг. (замеры производились на гидрологическом посту в районе с. Елань, в 7 км от устья) |

## Основные притоки
(расстоянию от устья)
- 5 км — Балаганка (левый)
- 9 км — Качик (правый)

## Данные государственного водного реестра
- Бассейновый округ — Ангаро-Байкальский
- Речной бассейн — Селенга (российская часть бассейнов)
- Речной подбассейн — отсутствует
- Водохозяйственный участок — Селенга от г. Улан-Удэ до устья

## Происшествие
В верховьях реки на восточных склонах горы Кабаньей 25 августа 1949 года произошла катастрофа самолёта Ил-12, выполнявшего особый рейс по маршруту Алма-Ата — Чита. Погибло 14 человек.